# هفت‌تیرهای چوبی
هفت‌تیرهای چوبی فیلمی به کارگردانی شاپور قریب محصول سال ۱۳۵۴ خورشیدی (۱۹۷۵ میلادی) است. این فیلم محصول «کانون پرورش فکری کودکان و نوجوانان» است. 

## خلاصه داستان
داستان فیلم در مورد زندگی بچه‌هایی است که نزدیک ایستگاه راه‌آهن زندگی می‌کنند. زندگی آن‌ها با آمدن تلویزیون و جمع شدن همه خانواده‌ها در یک خانه و دیدن صحنه‌های اکشن فیلم‌های وسترن، تغییر می‌یابد 

## بازیگران
- عبدالله یاقوتی به نقش علی
- حسین حاجیان به نقش مرتضی
- سیمین مسافری
- عباس ناظری نیک به نقش پدر مرتضی (رئیس ایستگاه قطار)
- مهین عشایری
- رضا یاقوتی

## جوایز
- ۱۹۷۶: جایزهٔ طلایی بهترین فیلم کوتاه از اولین جشنواره بین‌المللی فیلم قاهره (۲۶ مرداد تا ۲ شهریور ۱۳۵۵ [۳][۴]
- ۱۹۷۷: دو جایزه‌ی اول هیات داوران نوجوانان و هیات داوران کودکان در اولین جشنواره‌ی جهانی فیلم‌های کودکان و نوجوانان لوزان سوییس در سال ۱۹۷۷ میلادی[۲]
- ۱۳۵۴: عبدالله یاقوتی، برندۀ جایزۀ پلاك طلایی بهترین بازیگر در دهمین فستیوال فیلم‌های کودکان و نوجوانان در ۲٦ آبان ۱۳۵٤ از دست فرح پهلوی